# William Anstruther-Gray, Baron Kilmany
William John St. Clair Anstruther-Gray, Baron Kilmany Bt PC DL MC (* 5. März 1905; † 6. August 1985) war ein britischer Politiker der Conservative Party, der mit Unterbrechungen insgesamt 29 Jahre lang Abgeordneter des House of Commons und zeitweilig dessen stellvertretender Sprecher (Deputy Speaker) war und 1966 als Life Peer aufgrund des Life Peerages Act 1958 Mitglied des House of Lords wurde.

## Leben

### Studium, Offizier und Unterhausabgeordneter
Anstruther-Gray war ein Sohn von William Anstruther-Gray, einem Oberstleutnant und Unterhausabgeordneten, sowie von Clayre Jessie Tennant, die zeitweise als Friedensrichterin (Justice of the Peace) wirkte und für ihre Verdienste zum Commander des Order of the British Empire ernannt wurde. Er selbst absolvierte nach der Schulausbildung am Eton College ein Studium am Christ Church der University of Oxford, das er mit einem Master of Arts (M.A.) abschloss. Im Anschluss trat er 1926 in das Gardegrenadierregiment der Coldstream Guards und bekleidete bei seinem Ausscheiden 1930 den Dienstgrad eines Leutnants, wobei er zwischen 1927 und 1928 zur Shanghai Defence Force abkommandiert wurde.
Bei den Unterhauswahlen vom 27. Oktober 1931 wurde Anstruther-Gray als Kandidat der Conservative Party erstmals als Abgeordneter in das House of Commons gewählt und vertrat dort bis zu seiner Wahlniederlage bei den Unterhauswahlen am 5. Juli 1945 fast vierzehn Jahre lang den Wahlkreis Lanarkshire North.

### Juniorminister und Zweiter Weltkrieg
Während dieser Zeit wurde er 1935 Parlamentarischer Privatsekretär des Ministers für Überseehandel (Secretary of Overseas Trade) Euan Wallace und kurz darauf erstmals Parlamentarischer Privatsekretär des Schottlandministers (Secretary of State for Scotland) Godfrey Collins, ehe er 1936 in das Schatzamt (HM Treasury) wechselte und dort Parlamentarischer Privatsekretär des Finanzsekretärs im Schatzamt (Financial Secretary to the Treasury) John Colville wurde. Nachdem Colville am 6. Mai 1938 Schottlandminister wurde, blieb er bis 1939 dessen Parlamentarischer Privatsekretär in diesem Ministerium.
Zu Beginn des Zweiten Weltkrieges trat er als Reserveoffizier wieder in die Coldstream Guards ein und nahm in den folgenden Jahren an Einsätzen in Nordafrika, Frankreich und Deutschland teil. Für seine militärischen Verdienste und seine Tapferkeit wurde Anstruther-Gray, der 1942 zum Major befördert wurde, 1943 mit dem Military Cross ausgezeichnet.
Nach Kriegsende wurde er im Mai 1945 stellvertretender Postminister (Assistant Postmaster-General) und damit Vertreter von Postminister Harry Crookshank. Allerdings musste er bereits zwei Monate später wieder aus der Regierung ausscheiden, als er seinen Sitz im Unterhaus bei den Unterhauswahlen vom 5. Juli 1945 an Margaret „Peggy“ Herbison verlor, seine Gegenkandidatin der Labour Party und spätere Ministerin für Pension und Nationalversicherung sowie Ministerin für soziale Sicherheit in der Regierung von Premierminister Harold Wilson.

### Wiederwahl ins Unterhaus, Oberhausmitglied und Lord Lieutenant
Bei den Unterhauswahlen vom 25. Oktober 1951 wurde Anstruther-Gray für die konservativen Tories wieder ins Unterhaus gewählt und vertrat nunmehr bis zu den Unterhauswahlen am 31. März 1966 den Wahlkreis Berwickshire and East Lothian.
Er wurde 1953 Deputy Lieutenant von Fife. 1956 wurde ihm der erbliche Titel Baronet, of Kilmany in the County of Fifeshire, verliehen. Nach dem erneuten Wahlsieg der Conservative Party bei den Unterhauswahlen vom 8. Oktober 1959 wurde er am 27. Oktober 1959 Stellvertretender Sprecher des Unterhauses (Deputy Speaker of the House of Commons). Das Amt des Stellvertreters von Unterhaussprecher Harry Hylton-Foster übte er bis zum 24. Januar 1964 aus und wurde 1962 auch zum Privy Councillor ernannt.
Daneben übernahm er am 29. Januar 1962 als Nachfolger von Gordon Touche das Amt des Vorsitzenden des einflussreichen Ausschusses für Wege und Mittel (Chairman of Ways and Means) und behielt diese Funktion bis zum Wahlsieg der Labour Party bei den Unterhauswahlen am 15. Oktober 1964 sowie der darauf folgenden Ablösung durch Horace King. Während seiner Unterhauszugehörigkeit war er zuletzt als Nachfolger von John Morrison zwischen 1964 und seiner Ablösung durch Arthur Vere Harvey 1966 Vorsitzender des sogenannten 1922-Komitee, der parlamentarischen Vereinigung der Hinterbänkler der Conservative Party.
Knapp zwei Monate nach seinem Ausscheiden aus dem House of Commons wurde Anstruther-Gray durch ein Letters Patent vom 2. Juni 1966 gemäß dem Life Peerages Act 1958 als Life Peer mit dem Titel Baron Kilmany, of Kilmany in the County of Fifeshire, in den Adelsstand erhoben und gehörte damit bis zu seinem Tod mehr als neunzehn Jahre dem House of Lords als Mitglied an. Während dieser Zeit wurde er 1975 Nachfolger von John McWilliam als Lord Lieutenant von Fife und bekleidete diese Funktion des Repräsentanten der britischen Königin bis zu seiner Ablösung durch John Gilmour 1980.
Aus seiner am 4. Oktober 1934 geschlossenen Ehe mit Monica Helen Lambton, einer Enkelin von Frederick William Lambton, 4. Earl of Durham, gingen zwei Töchter hervor, darunter Diana Mary Anstruther-Gray, die ebenfalls Privy Councillor sowie 1992 Deputy Lieutenant von Fife wurde und mit James Charles Macnab of Macnab, dem 23. Chief des Clan Macnab verheiratet war. Da er keine Söhne hatte erlosch sein Baronet-Titel bei seinem Tod am 6. August 1985.